# Distretto di Cuenca (Lima)
Il distretto di Cuenca è uno dei trentadue distretti della provincia di Huarochirí, in Perù. Si trova nella regione di Lima e si estende su una superficie di 60,02 chilometri quadrati.
Istituito il 5 aprile 1935, ha per capitale la città di San José de los Chorillos.